# 亞亦君令
亞亦君令，是一座位於馬來西亞霹靂州馬登巴冷縣的小鎮與華人新村。亞亦君令又名「新路」，另有俗稱「小金山」。地理位置上，亞亦君令位於金寶以南約14公里、打巴以西約19公里、冷甲以北約15公里處。當地的經濟活動以小型園業和農業為主，地方行政事務隸屬打巴縣議會12區和13區管轄。

## 地名
亞亦君令爲馬來語原名「Ayer Kuning」的音譯，意爲「黃水」，此名得自於附近一條河流，由於河水渾濁泛黃，故得此称。
亞亦君令又名「新路」，因1930年代政府開拓一條金寶至安順的新大道，亞亦君令創立市鎮時正好在這條新路的途中，故名。曾有人誤以爲「新路」一名源於英殖民政府在1950年代出版的中文反共報紙《新路報》，寓意給華民一條「新生之路」。然而，實際上「新路」之名早在二戰前已被使用。當時由於亞亦君令距離金寶約九英里，所以也被華民喚作「金寶新路九枝碑」。
此外，亞亦君令在馬來亞獨立初期獲得政府撥出土地給每戶居民發展農業，加上适逢种植的橡膠价格高漲，令村民的收入大增，因此當地又有「小金山」的美譽。

## 历史
亞亦君令是霹靂州的一座華人新村。在亞亦君令新村成立之前，當地居民主要聚居於名為「六百廊」的地區。二戰結束後，因應馬共活動所引發的社會動盪，在英殖民政府推行的「畢利斯計畫」下，才遷徙至如今亞亦君令的所在。當時馬共在亞亦君令地區活動猖獗，曾擊殺亞亦君令國民黨主席及其書記。
遷村初期，每戶居民獲分配約三英畝土地，村民由此轉型為小園主。早期村民主要從事農業，以種植橡膠爲主。同時亦有部分人投身於鐵船採礦業。隨著橡膠和錫礦產業的蓬勃發展，村內經濟逐漸繁榮，居民生活亦趨於安穩。
亞亦君令新村最繁盛的時期為1950至1960年代，受惠於國際橡膠價格高漲，小園主普遍擁有良好的經濟條件。至1970年代，錫礦業興盛，亦為村民帶來可觀的收入。然而，隨著1980年代國際錫價崩盤，亞亦君令新村逐步陷入經濟低潮，不少年輕居民於1980年代末期遠赴外地謀生。
亞亦君令村內最熱鬧的區域是被一條馬路劃分兩側的商業中心，該處原有多間木板店屋。2004年1月4日凌晨約3時，大街發生嚴重火災，大火吞噬了36間木板商店，所幸火災中無人傷亡。亞亦君令新村大街於2008年動工重建，並於2012年正式投入使用。新村大街在火災後僅存的一排老店，目前則僅剩5間仍在營運，包括摩托車維修店、雜貨店、茶室，以及馬華公會亞亦君令區會。
2025年2月22日，原任國陣巫統籍亞亦君令州議員希山沙魯丁因心臟病發作逝世，令該選區於4月26日举行補選。

## 基礎設施
目前亞亦君令有六個花園區及一個印度村。如今新村內擁有芭地者，大都已經將橡膠改為种植油棕，近幾年也興起種植榴槤。此外亞亦君令也有5家養殖肉雞及蛋雞的農場、養豬場及小型的菜園等。
在公共服務方面，亞亦君令設有一間郊區診所及一間警局。此外，新村內也設有民眾會堂與多用途禮堂，供村民舉辦各類活動，包括婚宴與社區集會。為改善運動條件，村內籃球場亦進行加蓋工程。但亞亦君令的整體發展相對有限，村內並無銀行設施，最近的銀行需前往附近的金寶或打巴。村內亦未設置郵政局，最近的郵政服務點距離約11公里，對當地居民日常生活造成不便。
與許多新村情況相似，亞亦君令新村亦面臨年輕人口外流的問題。由於本地就業機會有限，不少年輕人選擇前往吉隆坡、新加坡等城市尋求發展機會。亞亦君令新村居民如今以中老年人口為主，總人口約爲2,000人，其中華人佔約90%，印裔與巫裔各佔約10%。

## 教育
亞亦君令新村設有一所華文小學，即平樂華小，創辦於1926年。該校由村中先賢陳智華、黃鳳岐、葉煥明、吳欣成與呂麗華五人共同創立。由於創校時期正值動盪年代，為寄託村民對安定生活的期望，學校遂取名為「平樂」，寓意帶來平安與喜樂。平樂華小在鼎盛時期曾擁有逾500名學生，惟隨着年輕一代人口外流，學生人數逐年下滑。截至2025年，平樂華小在籍學生人數爲74人，以華裔學生為主，另有少數印裔與原住民學生。
除平樂華小外，新村亦設有一間華小學前教育班及一間睦鄰計劃幼兒園。鄰近地區則有亞亦君令國民小學及國民中學可供就讀。

## 宗教
亞亦君令新村內設有兩座主要廟宇，分別為創立於1979年的保生大帝宮，以及創立於1984年的觀音廟，為當地居民提供膜拜祈福的場所。
在村內經濟鼎盛時期，觀音廟於每年農曆六月十九日舉行觀音誕慶典。慶典期間，廟方會舉辦酬神戲，演出時間最少為18天，最多可達21天，規模盛大。整個神誕慶祝活動通常持續一個月，由村民贊助支持，慶典期間亦會邀請粵劇、潮劇及歌舞團前來表演，成為當地重要的年度文化與宗教盛事之一。

## 文化地標
亞亦君令新村的主要道路旁設有一座寫有「Air Kuning 亞亦君令」的華巫雙語地名招牌，與「2020宏願」的公共地標相鄰而立。「2020宏願」標誌紀念的是由前首相馬哈迪於1991年提出的國家發展藍圖，其目標是讓馬來西亞在2020年成爲先進國。如今亞亦君令招牌上的中文字，因其是塑料材質，經過長年日曬雨淋，部分文字已脫落至斑駁不清，亟需維修與保養，以維護具有歷史價值的地方象征。